# Lionello Santi
Lionello Santi, detto Nello (Portoferraio, 31 agosto 1918 – Roma, 10 dicembre 1995), è stato un produttore cinematografico italiano.

## Biografia
Di origine pratese nasce sull'Isola d'Elba ma cresce nella città natale della sua famiglia. Laureatosi in medicina nel 1942 partecipa alla seconda guerra mondiale come ufficiale medico. Dopo l'Armistizio del 1943 entra in Giustizia e Libertà e diventa membro della segreteria di Ferruccio Parri nel Governo da lui presieduto. Al termine del conflitto diventa dirigente di diverse aziende italiane, per poi fondare nel 1952 la casa di produzione cinematografica Galatea Film. Produttore e distributore, è stato presidente di Cinecittà dal 1972 al 1977.

## Filmografia
- I basilischi, regia di Lina Wertmüller (1963)
- Le mani sulla città, regia di Francesco Rosi (1963)
- Italiani brava gente, regia di Giuseppe De Santis (1965)
- Un'estate, un inverno, regia di Mario Caiano (1971) - miniserie TV
- L'occhio nel labirinto, regia di Mario Caiano (1972)
- La vita è bella, regia di Grigorij Naumovič Čuchraj (1979)
- Vado a riprendermi il gatto, regia di Giuliano Biagetti (1989)
- La madre, regia di Gleb Anatol'evič Panfilov (1989)

## Premi e riconoscimenti

### Globo d'oro
- 1964: Miglior produttore per Le mani sulla città

### Nastro d'argento
- 1964: - Nominato a miglior produttore per Le mani sulla città